# Dům

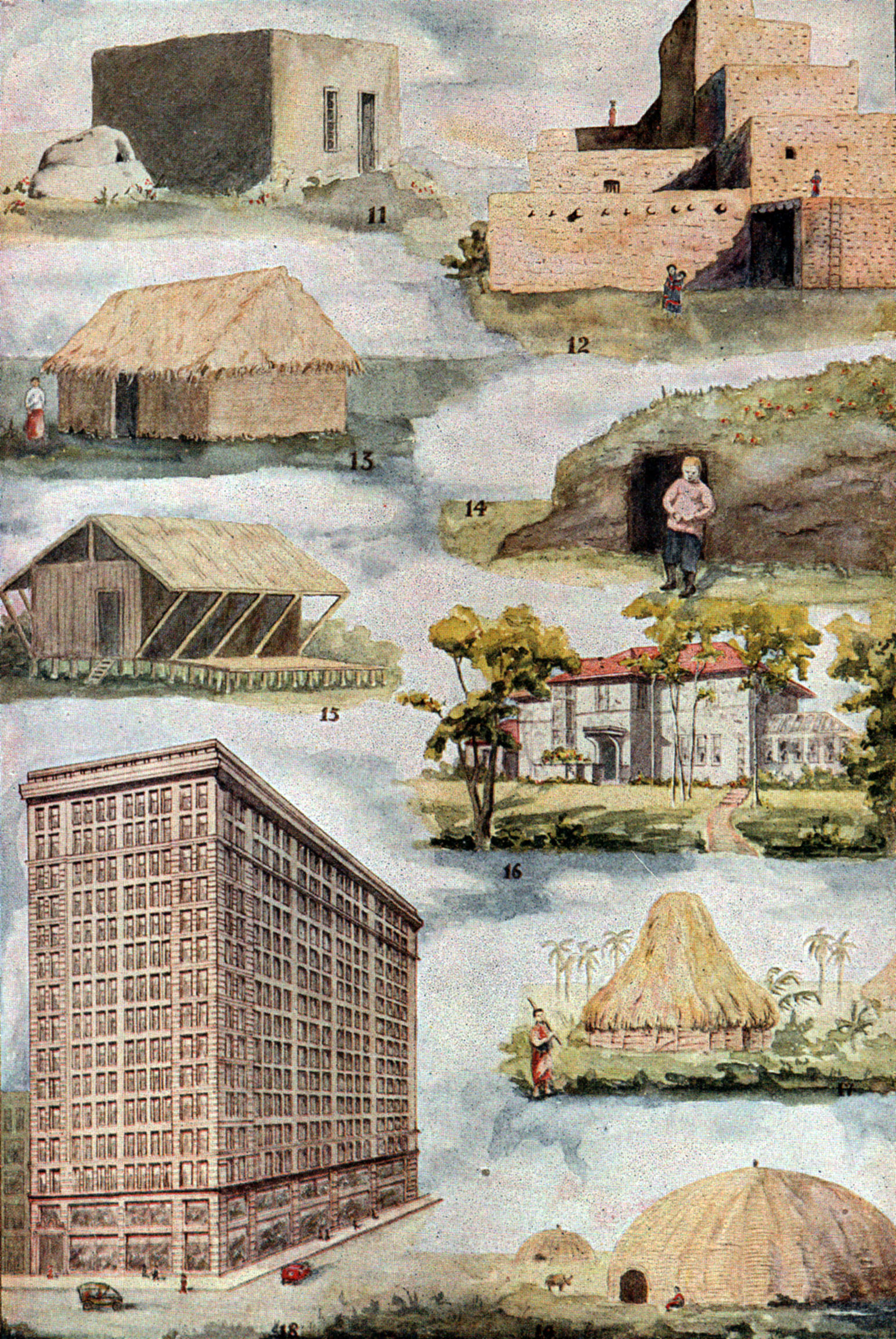
Domy v různých zemích a kulturách

Dům je stavení, zpravidla obytné. Dům může sloužit i k různým jiným účelům, pro výrobu, skladování, administrativu a podobně, základní význam však je spojen s bydlením. Volně stojící dům bývá úzce spojen s rodinou (rodinný dům) nebo hospodářstvím, kde byly i prostory pro dobytek a skladování. Městské domy k sobě obvykle přiléhají a tvoří frontu, obrácenou do ulice nebo náměstí, a mají často několik podlaží nad zemí (patro) i pod zemí (sklep). Moderní obytné domy s mnoha byty tvoří bloky a sídliště, kde žijí tisíce lidí. V obchodních a administrativních centrech velkých měst se staví mrakodrapy.
Dům a byt patří mezi základní lidské potřeby, silně ovlivňují domácí život a odrážejí potřeby lidí určité doby a společnosti. Jsou proto v moderní době předmětem zvláštních zákonů a předpisů, které se snaží zajistit bezpečnost, hygienu i soukromí. Typy domů a obydlí silně závisejí na dané kultuře a jejích zvyklostech, na klimatu i krajině, na dostupných materiálech a technologiích. V chladnějších podnebných pásmech mají podstatně větší význam než v teplých krajích, kde se žije většinou venku. Kde lidé tráví většinu času v domě, mají na bydlení větší nároky a věnují mu i větší péči.

## Etymologie
České a slovanské slovo dům (dom) je příbuzné řeckému domos, latinskému domus a staroindickému dáma- a odvozuje se od indoevropského kořene dem-, stavět.

## Hlavní části domu
Kromě nejchudších a velmi jednoduchých obydlí v teplých krajích stojí dům na základech a tvoří jej obvodové stěny a střecha, dohromady nazývané plášť. Jedna z obvodových stěn, obrácená do ulice, kde je také hlavní vchod, tvoří průčelí domu a bývá různě ozdobena. Venkovské a jednobytové domy stojí často samostatně uprostřed zahrady nebo tvoří řady (řadový dům). Městské domy mívají několik podlaží, oddělených stropy, a do vyšších podlaží (pater) vedou schodiště a výtahy. Vnitřek domu bývá rozdělen příčkami na jednotlivé byty a každý byt na místnosti s různým určením.

## Materiál a technologie
Podle místních možností a potřeb klimatu se domy staví v teplých krajích z hlíny nebo cihel, v severních krajích ze dřeva, cihel nebo z kamene, v novější době také z betonu a nových hmot (pórobeton aj.). Materiály se často kombinují, v historických dobách například dřevěná konstrukce s hliněnou nebo cihlovou výplní (hrázděný dům), dnes často betonová nebo ocelová kostra (skelet) a cihelné vyzdívky. Střechu tvoří dřevěný, ocelový nebo betonový krov a krytina, tradičně slaměná (došek), dřevěná (šindel), keramická (tašky) nebo kamenná (břidlice), případně i kovová (měď, ocel, hliník). Moderní domy mívají i rovnou střechu bez krovu, nejčastěji z betonových prefabrikátů s vrchní izolací proti vodě.
Nejjednodušší domy, typické pro rovníkovou Afriku, jsou hliněné, obvykle kruhové a kryté listím. V severnějších krajích byly obdélné nebo čtvercové, s jednou, dvěma nebo třemi místnostmi, dřevěné nebo kamenné, často zapuštěné do země kvůli tepelné izolaci (zemnice a polozemnice). Lehké domy z bambusu nebo jiného dřeva nepotřebovaly základy, kdežto cihlové, kamenné a betonové domy se zakládají do hloubky, v níž země nepromrzá. Základy bývaly kamenné, dnes obvykle betonové a větší domy jsou podsklepené. Věžové domy a mrakodrapy mají základy velmi hluboké, s ocelovými nebo betonovými piloty.
U moderních domů hrají významnou roli izolace, jednak proti vodě a vlhkosti ve sklepech a u základů, dnes stále víc i izolace tepelné. Tepelně se izolují obvodové zdi, půdy a střechy, izolační vlastnosti jsou důležité i u oken a dveří. Moderní domy mají také složité rozvody a instalace (elektřina, voda, plyn, odpad, ústřední topení, vzduchotechnika), které tvoří značnou část nákladů na stavbu.

## Starověký římský dům

Schéma typického římského městského domu z císařské doby

Domy bohatých měšťanů se stavěly do hloubky a v ulici k sobě přiléhaly. Typický dům měl přední část s obchody (4), zadní část s patrem byla určena k obývání. Za vchodem (1) následuje průchod (2) do atria (5) s malým bazénem (7). Ten se napájel dešťovou vodou z otvoru ve střeše (6) a byl spojen s podzemní zásobárnou vody (cisterna). Po obou stranách jsou ložnice (11), v čele je tablinum (8), kancelář pána domu. Chodbičkami (3) se vstupovalo do zadní části domu s peristylem (sloupovím kolem bazénu 15). (9) je jídelna, často zdobená mozaikou na podlaze, se třemi lehátky kolem nízkého stolu, (12) je „černá“ kuchyně a (13) je boční východ pro služebnictvo. (16) mohla být exedra, výklenek s kamennými lavicemi na posezení. Kromě ohniště v kuchyni neměl dům žádné vytápění; v některých domech byly krby a nejbohatší měli vytápění teplým vzduchem pod podlahou (hypokaust). Odpovídající latinské názvy jsou na obrázku. 

## Středověký dům

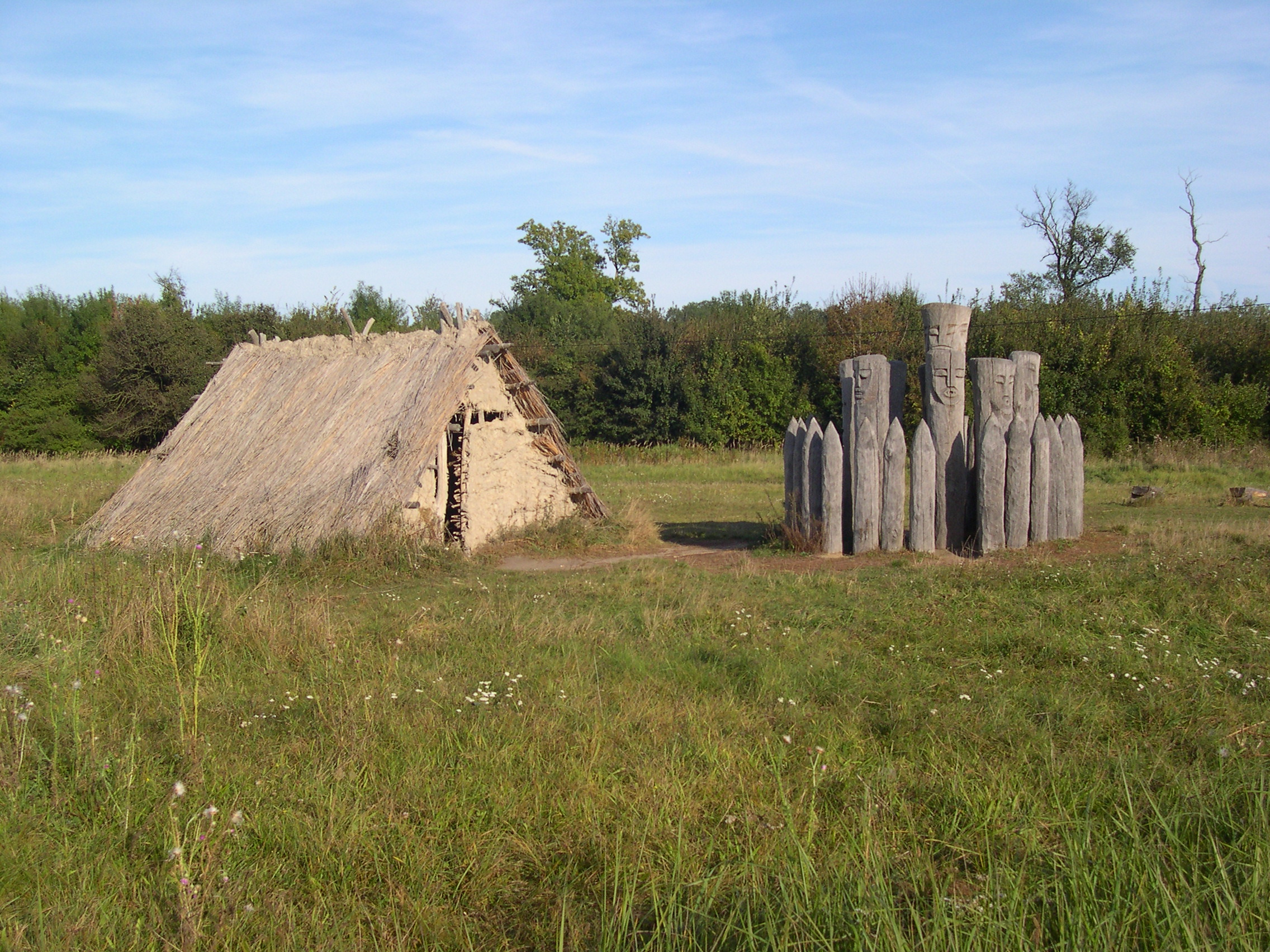
Rekonstrukce polozemnice na Pohansku

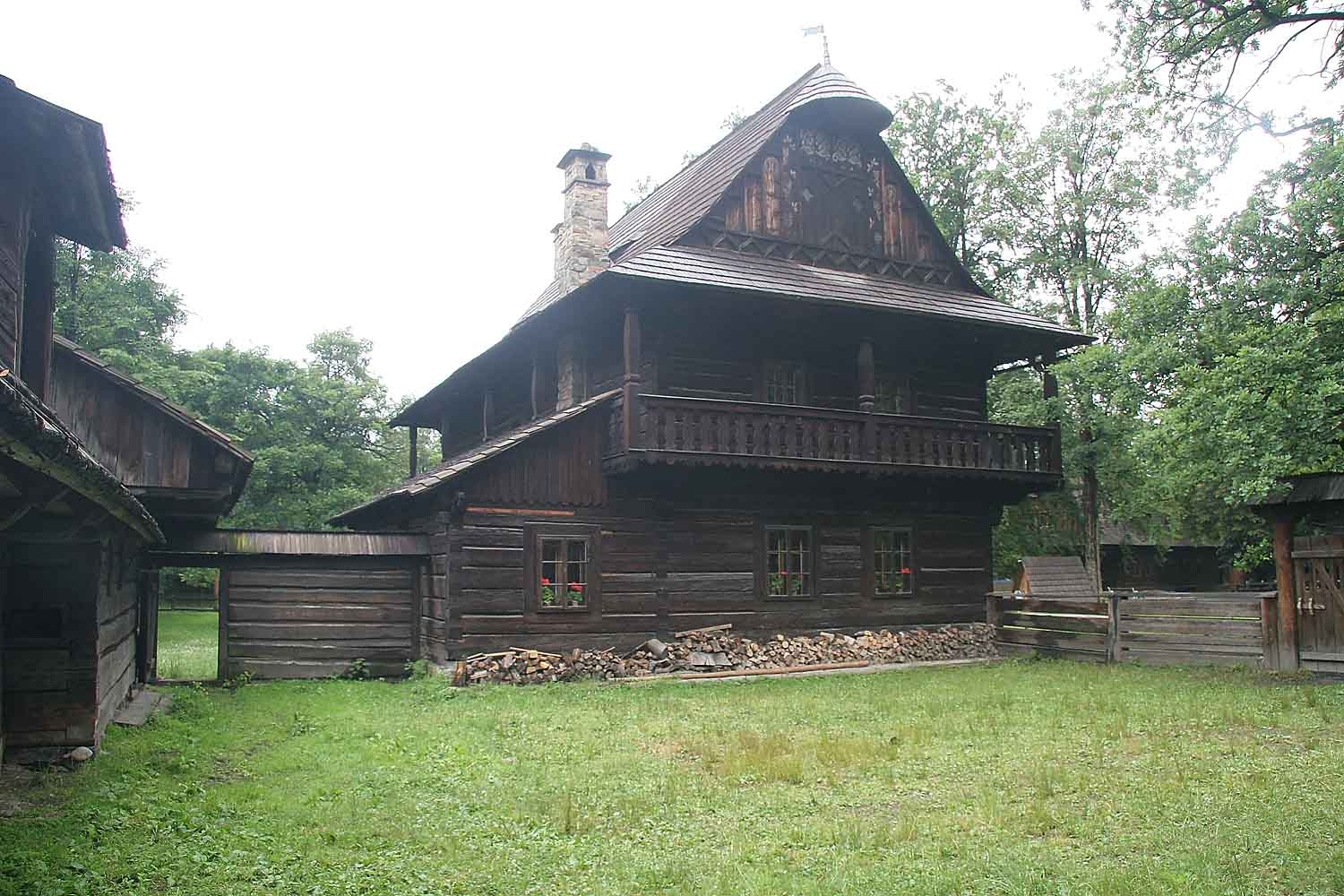
Tradiční dřevěný dům (skanzen Valašské muzeum v přírodě)

Podobu domu v období raného středověku lze rekonstruovat díky archeologickým výzkumům. Pro období 6. až 13. století jsou patrně typické jednodílné zemnice resp. polozemnice. V Roztokách u Prahy jich bylo nalezeno přes 120. Pro tyto stavby je typická rozloha 9 - 19 m², otopné zařízení, je-li přítomno, nachází se obvykle v severozápadním rohu. Sloupové jámy při jižní straně zahloubeniny snad svědčí o tom, že (polo)zemnice měly hřebenovou střechu. Technicky byly tyto stavby různorodé: uplatnila se technika roubená, pletená, drážková i mazanice.
V souvislosti s přeměnou středověké společnosti se v průběhu 13. až 15. století podoba venkovského domu mění. Z domu částečně či zcela zapuštěného do země se stává přízemní stavba s podlahou na úrovni terénu či nad terén vyvýšenou. Změnila se i jeho základní dispozice, kromě jednodílného se objevuje dvojdílný a postupem času si převahu získává dům trojdílný. Od něj se pak odvíjejí další typy uspořádání (s výměnkem, dvojtraktová dispozice atd.). Obecně platí, že vesnický dům se ve většině případů rozrůstal do šířky, jen výjimečně do výšky. Důležitým aspektem, který do značné míry ovlivnil vývoj domu je také vývoj topeniště.
V téže době se i na území dnešní ČR šíří města, Nejstarší městské domy byly patrně dřevěné, jen vzácně z lomového kamene, často s roubeným nebo hrázděným patrem. Bohaté domy od 13. století byly kamenné, o dvou až třech podlažích, s klenutými přízemními místnostmi, vysokým štítem a hřebenovou střechou. Přiléhaly k sobě, tvořily souvislou frontu a jejich stavební parcely byly většinou úzké a velmi hluboké, takže většina vnitřních místností neměla přirozené světlo. Od 14. století se začínají používat cihly i technika hrázděných staveb, které se však z této doby v českých zemích nezachovaly. I zděné domy byly později často přestavěny, takže se zachovaly jen sklepy a zdivo. Výjimečný příklad zachovaného domu ze 14. století (patrně kolem 1330) je věžový dům U Kamenného zvonu na Staroměstském náměstí v Praze, původně královský palác s vnitřním dvorem a bohatou sochařskou i malířskou výzdobou. Kamenný dům v Kutné Hoře je z konce 15. století.

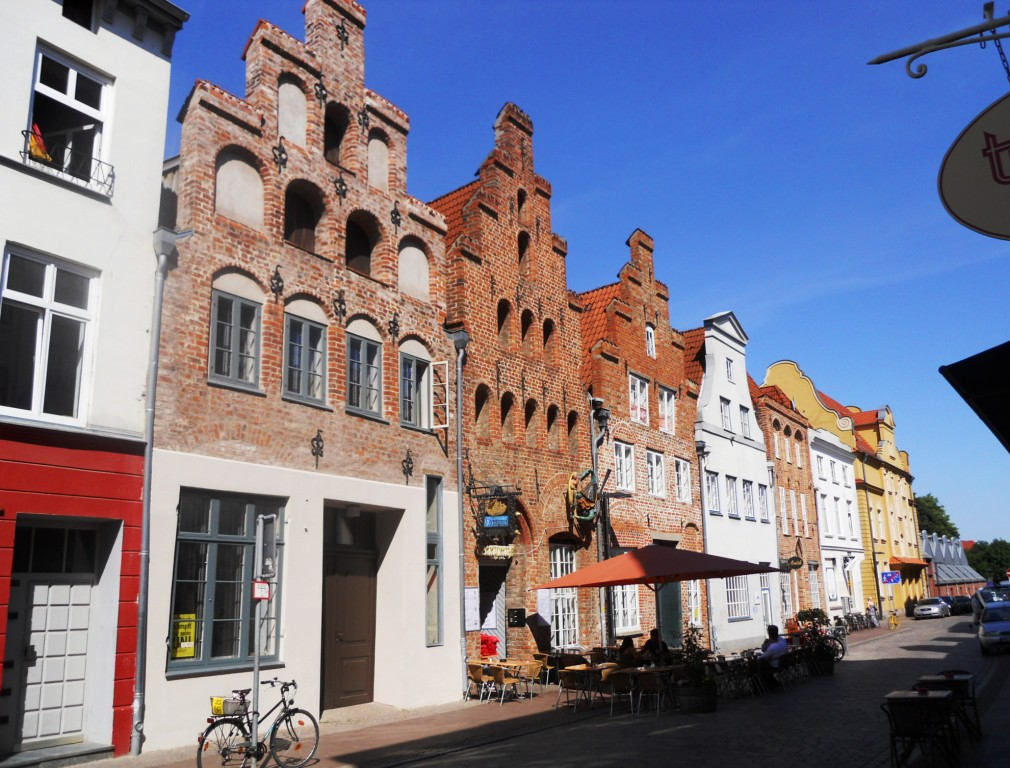
Gotické domy v Lübecku
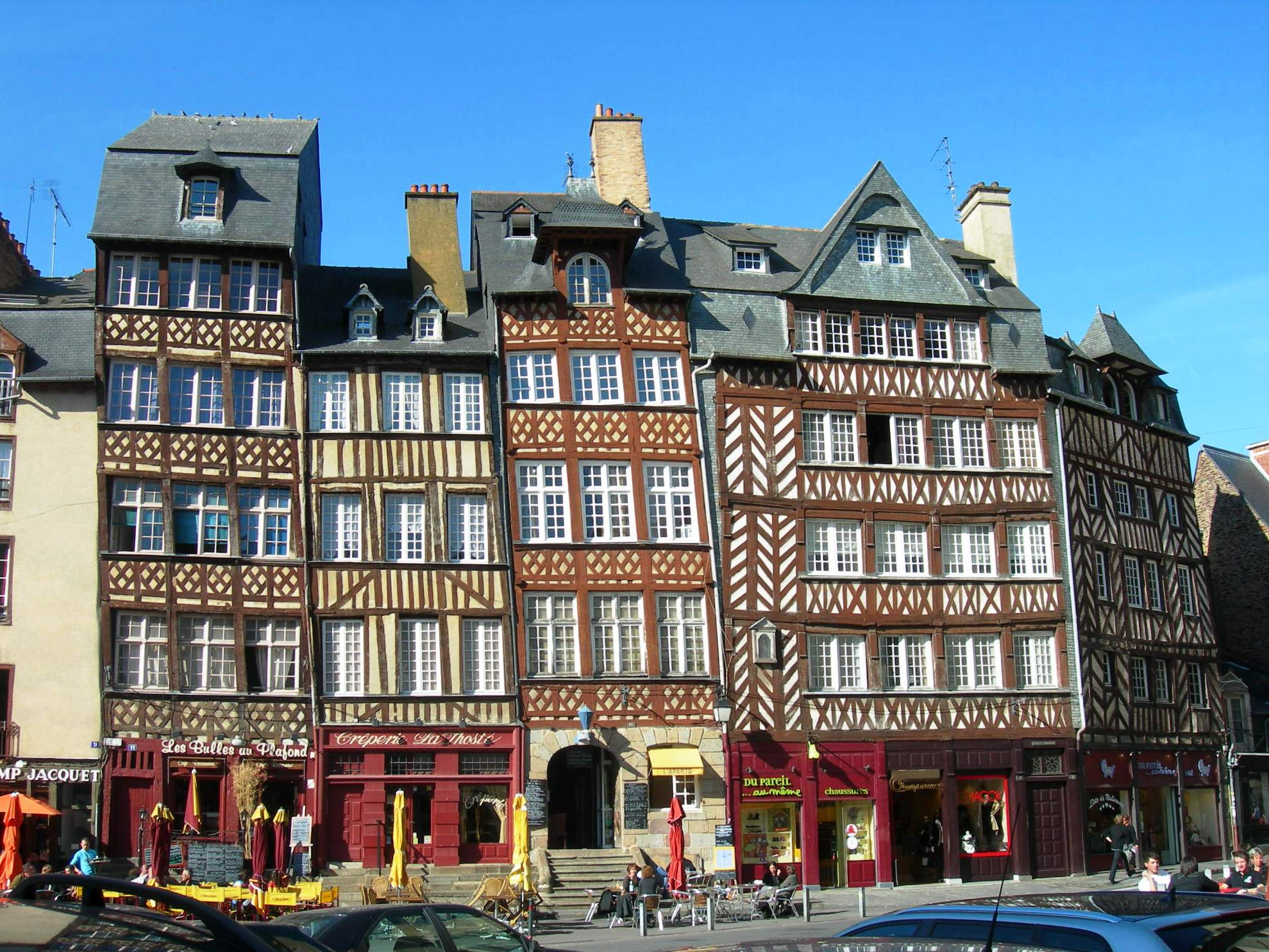
Hrázděné domy v Rennes
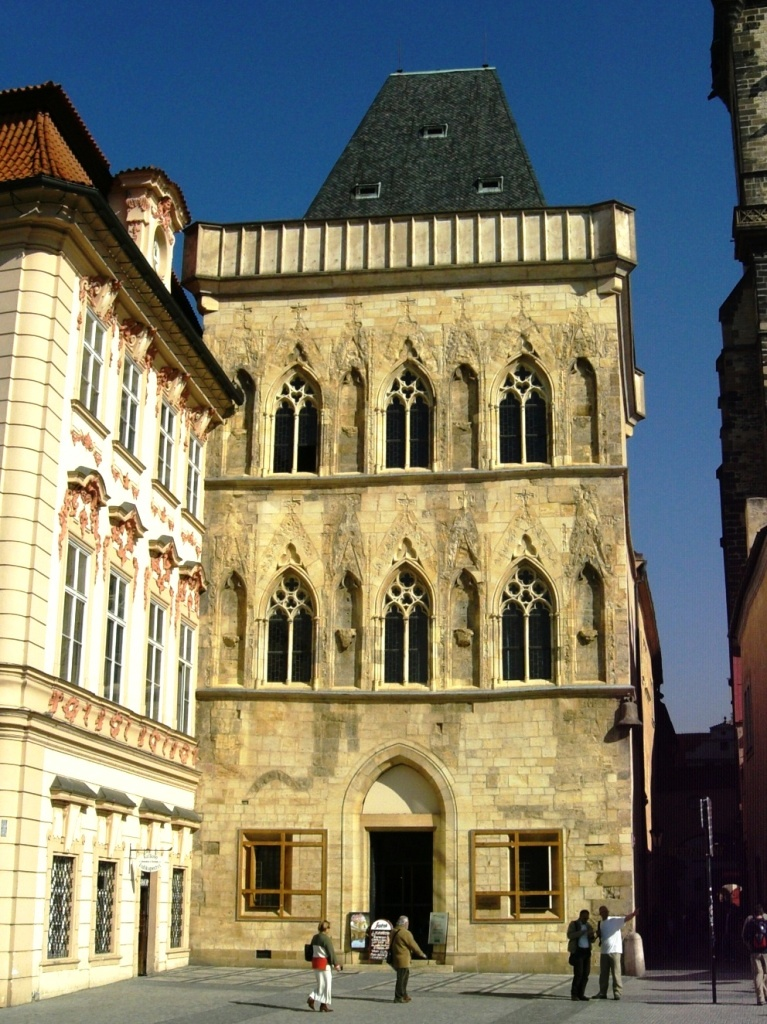
Gotický dům U kamenného zvonu v Praze (kolem 1330)
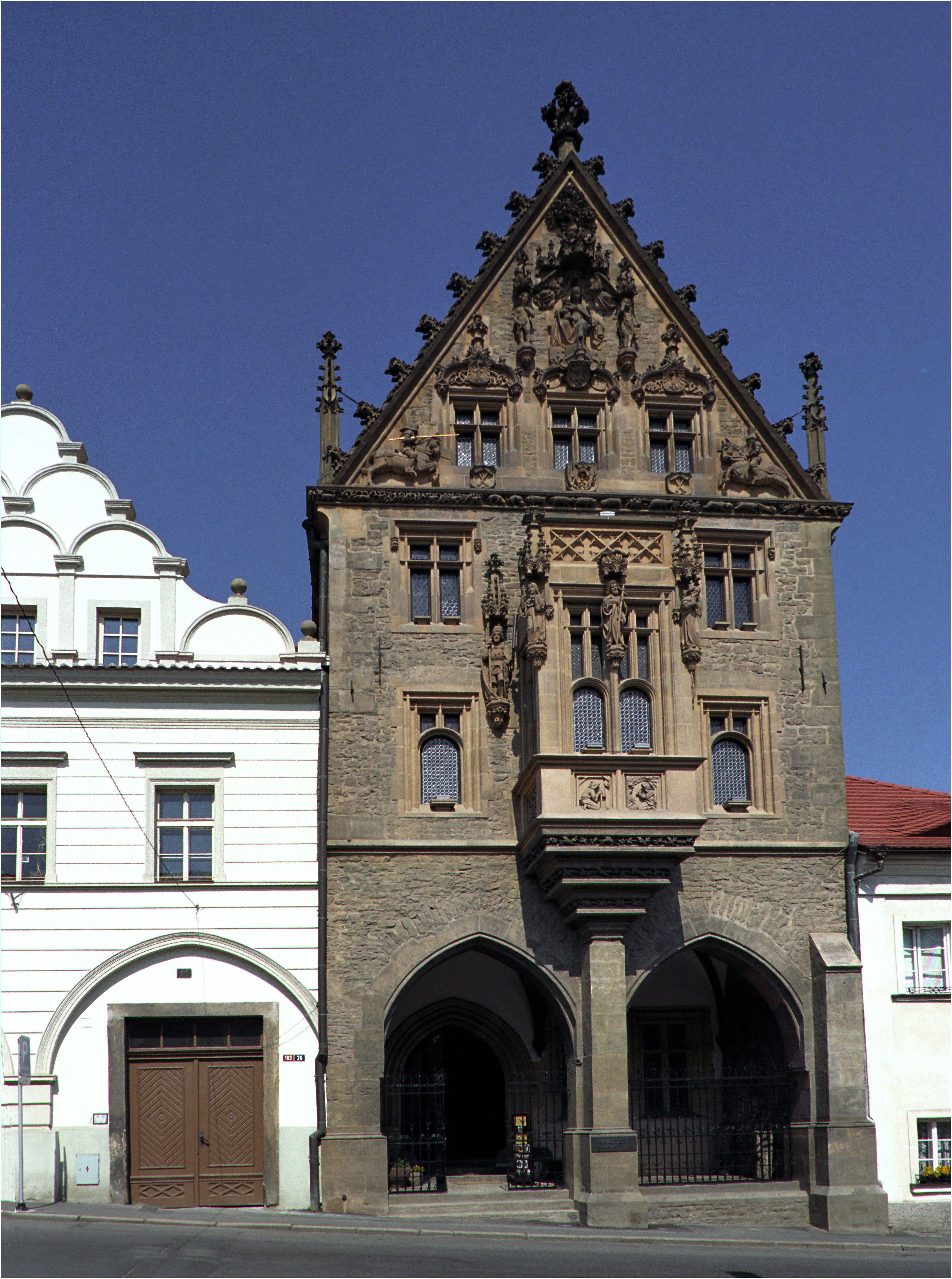
Kamenný dům v Kutné Hoře